# Wahlkreis Wakefield
Der Wahlkreis Wakefield ist ein seit 1832 bestehender Unterhaus-Wahlkreis, der seit 2019 durch den Abgeordneten Imran Ahmad Khan im House of Commons des Parlaments des Vereinigten Königreichs vertreten wurde. Ahmad Khan war von der Conservative Party als Kandidat aufgestellt worden, er wurde aber am 11. April 2022 aus der Partei ausgeschlossen, nachdem er wegen eines Sexualdelikts mit einem Minderjährigen im Jahr 2008 verurteilt worden war.
Die durch den Rücktritt von Ahmad Khan erforderliche Nachwahl fand am 23. Juni 2022 statt.

## Das Wahlkreisgebiet
Der Wahlkreis umfasst seit 2010 die Wahlbezirke City of Wakefield Wards  Horbury und South Ossett, Ossett, Wakefield East, Wakefield North, Wakefield Rural und Wakefield West.

## Geschichte

### Bisherige Wahlen
Wakefield stellte seit 1932 Labour-Abgeordnete. Die Größe der Stimmen-Mehrheit schwankte zwischen absoluter und knapper Mehrheit. Im Jahr 2019 verlor Wakefield die Labour-Mehrheit und stellte zum ersten Mal seit 87 Jahren einen konservativen Abgeordneten. Bei der Nachwahl im Juni 2022 gewann Labour das Unterhausmandat des Wahlkreises zurück.

### Die Kandidaten der Opposition
In den Unterhauswahlen seit 1923 war der Kandidat mit den zweitmeisten Stimmen stets ein Konservativer.
Bei der Wahl 2015 gab es sechs Kandidaten, die nicht der Labour-Party angehörten. Zwei von ihnen, der Konservative und der Kandidat von UKIP erzielten mehr als 5 % der Stimmen und sicherten ihrer Partei damit die Rückzahlung der Kaution.

### Bekannte Politiker aus diesem Wahlkreis
Der Labour-Politiker Arthur Greenwood wurde 1945, wenige Monate vor dem erdrutschartigen Wahlsieg der Partei, von Clement Attlee als Oppositionsführer abgelöst. Er war von 1929 bis 1931 Minister of State (Staatsminister) (heute: Secretary of State) für Gesundheit in der Zweiten Regierung MacDonald  gewesen. In dieser Funktion brachte er unter der Minderheitsregierung das Housing Act 1930 (Wohnungsbaugesetz von 1930) erfolgreich durch beide Kammern des Parlaments, das erhebliche Subventionen für die Slum-Sanierung vorsah, so dass mehr erschwingliche, geräumige Wohnungen für die Bewohner der Slums gebaut werden konnten. Als die Koalitionsregierung im Krieg gebildet wurde, berief ihn Winston Churchill 1940 als Minister ohne Geschäftsbereich in das britische Kriegskabinett. Im Allgemeinen wurde ihm in dieser Funktion wenig Einfluss auf die Kriegsgesetzgebung zugesprochen, doch im Mai 1940 erwies er sich als Churchills stärkster und lautstärkster Befürworter in den langwierigen Debatten des Kriegskabinetts über die Annahme oder Ablehnung eines Friedensangebots Deutschlands. Ohne die Zustimmung von Greenwood und Clement Attlee für die Fortführung des Krieges hätte Churchill nicht die knappe Mehrheit gehabt, die er dafür brauchte.
Arthur Creech Jones war von Oktober 1946 bis Februar 1950 Secretary of State for the Colonies (Staatssekretär für die Kolonien). Während die Regierung die Kolonien zur Errichtung von Denkmälern für König Georg V. ermutigt hatte, hatte Creech Jones im Juni 1936 darauf gedrängt, dem Beispiel Ugandas zu folgen und eine technische Bildungseinrichtung zu errichten. Die Labour-Partei nominierte ihn 1936 für das Educational Advisory Committee des Colonial Office, dem er neun Jahre lang angehörte. 1937 war er Gründungsmitglied des Trades Union Congress Colonial Affairs Committee, und 1940 gründete er das Fabian Colonial Bureau.
Mary Creagh war seit  Oktober 2010  Shadow Secretary of State for Environment, Food and Rural Affairs, dabei folgte sie auf  Hilary Benn.
Die Wahlbeteiligung
Die Wahlbeteiligung bei Unterhauswahlen seit 1918 bewegte sich zwischen 54,5 % bei der Wahl von 2001 und 87,3 % bei der von 1950.

## Das Wahlkreisprofil
Der Wahlkreis besteht aus einer hügeligen Landschaft mit Dörfern, die die Stadt Wakefield umgeben mit guten Verbindungen an West Yorkshire, insbesondere an Leeds, Bradford und Huddersfield, aber auch über zwei Anschlussstellen der M1 im Westen an South Yorkshire mit Städten wie Barnsley, Rotherham und Sheffield. Die kleine Stadt selbst verfügt über ein großes zentrales Handels- und Industriegebiet, einen zentral gelegenen Park, den Clarence Park, in dem eine nationale Leichtathletik-Trainingsgruppe trainiert, das Rugby-League-Hauptteam Wakefield Trinity und eine Kathedrale. Das Gewerbegebiet Wakefield Europort beschäftigt etwa 3.000 Menschen und ist ein wichtiger Eisenbahn- und Autobahnknotenpunkt für Importe und Exporte aus Nordengland in EU-Länder. Horbury und Ossett sind Städte in den niedrigen Ausläufern der Pennines. Im äußersten Westen des Wahlkreises befindet sich das National Coal Mining Museum for England auf dem Gelände der alten Caphouse Colliery.
Die Zahl der registrierten Arbeitssuchenden lag im November 2012 nach einer statistischen Zusammenstellung des Guardian mit 5,3 % der Bevölkerung leicht über dem regionalen Durchschnitt von 4,9 % und damit auch über dem nationalen Durchschnitt von 3,8 %.
Von den Wahlbezirken (Wards) stellen die Wohngebiete Wakefield East und Wakefield North regelmäßig Labour-Abgeordnete, während die anderen in dieser Hinsicht eher marginale Ergebnisse liefern. Der Wahlbezirk Ossett ist besonders unberechenbar und hat seit 2005 Mitglieder der Konservativen, der Labour Party, der Liberaldemokraten und der UKIP gewählt. Die anderen Wahlbezirke sind zwischen Labour und Konservativen umkämpft. Zwischen 1997 und 2010 umfasste der Wahlkreis die Wahlbezirke Denby Dale und Kirkburton, konservativ geprägte Vororte von Huddersfield im benachbarten Borough Kirklees. Diese wurden 2010 mit Dewsbury im selben Bezirk zusammengelegt.

## Die Abgeordneten des Wahlkreises
| Wahl            | Kandidat                      | Partei        | Partei |
| --------------- | ----------------------------- | ------------- | ------ |
| 1832            | Daniel Gaskell                | Radicals      |        |
| 1837            | William Lascelles             | Konservative  |        |
| 1841            | Joseph Holdsworth             | Whigs         |        |
| 1842 Nachwahl   | William Lascelles             | Konservative  |        |
| 1847            | George Sandars                | Konservative  |        |
| 1857            | John Charlesworth             | Konservative  |        |
| 1859            | William Henry Leatham         | Liberal Party |        |
| 1862 Nachwahl   | John Dalrymple-Hay            | Konservative  |        |
| 1865            | William Henry Leatham         | Liberal Party |        |
| 1868            | Somerset Beaumont             | Liberal Party |        |
| 1874            | Edward Green                  | Konservative  |        |
| 1874 Nachwahl   | Thomas Kemp Sanderson         | Konservative  |        |
| 1880            | Robert Bownas Mackie          | Liberal Party |        |
| 1885 Nachwahl   | Edward Green                  | Konservative  |        |
| 1892            | Albany Charlesworth           | Konservative  |        |
| 1895            | William Wentworth-Fitzwilliam | Konservative  |        |
| 1902 Nachwahl   | Edward Brotherton             | Konservative  |        |
| 1910 (Dezember) | Arthur Marshall               | Liberal Party |        |
| 1918            | Edward Brotherton             | Konservative  |        |
| 1922            | Robert Ellis                  | Konservative  |        |
| 1923            | George Sherwood               | Labour Party  |        |
| 1924            | Geoffrey Ellis                | Konservative  |        |
| 1929            | George Sherwood               | Labour Party  |        |
| 1931            | George Hillman                | Konservative  |        |
| 1932 Nachwahl   | Arthur Greenwood              | Labour Party  |        |
| 1954 Nachwahl   | Arthur Creech Jones           | Labour Party  |        |
| 1964            | Walter Harrison               | Labour Party  |        |
| 1987            | David Hinchliffe              | Labour Party  |        |
| 2005            | Mary Creagh                   | Labour Party  |        |
| 2019            | Imran Ahmad Khan              | Konservative  |        |
| Juni 2021       | Imran Ahmad Khan              | Unabhängiger  |        |
| 2022 Nachwahl   | Simon Lightwood               | Labour        |        |

## Die Ergebnisse der letzten Wahlen

### Die Unterhauswahl von 2019
| Party           | Party                                        | Kandidat                                     | Stimmen | %    | ±%   |
| --------------- | -------------------------------------------- | -------------------------------------------- | ------- | ---- | ---- |
|                 | Konservative                                 | Imran Ahmad Khan                             | 21.283  | 47,3 | +2,3 |
|                 | Labour                                       | Mary Creagh                                  | 17.925  | 39,8 | −9,9 |
|                 | Brexit Party                                 | Peter Wiltshire                              | 2.725   | 6,1  | N/A  |
|                 | Liberaldemokraten                            | Jamie Needle                                 | 1.772   | 3,9  | +1,9 |
|                 | Yorkshire Party                              | Ryan Kett                                    | 868     | 1,9  | −0,6 |
|                 | unabhängig                                   | Stephen Whyte                                | 454     | 1,0  | N/A  |
| Mehrheit bei    | Mehrheit bei                                 | Mehrheit bei                                 | 3.358   | 7,5  | N/A  |
| Wahlbeteiligung | Wahlbeteiligung                              | Wahlbeteiligung                              | 45.027  | 64,1 | −1,7 |
|                 | Konservative erobern den Wahlsitz von Labour | Konservative erobern den Wahlsitz von Labour | Swing   | +6,1 |      |